# Turburea
Turburea là một xã thuộc hạt Gorj, România. Dân số thời điểm năm 2002 là 4720 người.